# Диян Вълков
Диян Цветозаров Вълков е български футболист, който играе като вратар за ЦСКА 1948.

## Кариера
Започва да тренира футбол през 2002 година в родния си град Плевен. Първият му треньор в школата на Спартак (Плевен) е Здравко Пешаков. С плевенчани е носител на няколко индивидуални награди, както и победител на международен юношески турнир в гр. Китен. Забелязан е от скаутите на ловчанлии и през 2006 година е поканен да продължи развитието си в Академия Литекс. Първият му треньор при „оранжевите“ е Христо Данчев, с когото още през следващата 2007 г. печелят Ученическото първенство, финалите на което се провеждат в гр. Стара Загора. Треньори още са му били специалисти като Николай Димитров-Джайч, Евгени Колев и Петко Петков. С последния става носител на Купата на БФС при юноши, родени 1993 година, като във финалната среща, играна на 15 април 2009 година в Пловдив, „оранжевите“ побеждават връстниците си от Нафтекс с 2:1. През 2009 г. с треньор Евгени Колев става шампион на България при юношите младша възраст, родени 1992 година, като в директен спор за титлата Литекс побеждава в Правец връстниците си от Левски (София) с 4:2.  Неизменен титуляр е също за своята възрастова формация, с която участва в Елитната юношеска лига през сезон 2009-10. През лятото на 2010 година преминава в ДЮШ на Славия. На турнира Юлиян Манзаров през същата година печели наградата за най-добър вратар на турнира.

## Успехи
- Купа на БФС с юноши, родени през 1993 година – 2009
- Шампион на България при юноши младша възраст, родени 1992 година – 2009